# Villeurbanne
Villeurbanne is een voorstad van de Franse stad Lyon en is zelf een stad en gemeente, gelegen in het arrondissement Lyon, in het departement Métropole de Lyon en in de regio Auvergne-Rhône-Alpes.  De gemeente telde 162.207 inwoners op 1 januari 2022.

## Geografie
Villeurbanne ligt ten oosten van Lyon en is qua inwoners niet enkel de grootste voorstad van Lyon maar van het hele land. De oppervlakte van Villeurbanne bedroeg op 1 januari 2022 14,52 vierkante kilometer; de bevolkingsdichtheid was toen 11.171,3 inwoners per km².
De stad wordt in het westen begrensd door het park van “la Tête d’Or” (Lyon), in het zuiden door het 3de arrondissement van Lyon, in het oosten door Bron en Vaulx-en-Velin en in het noorden door de rivier de Rhône.
In de stad zelf liggen ten zuiden van de waterloop Emile Zola de wijken Cyprian, des Brosses, de la Perralière, de Grandclément, de Gratte-Ciel en de Maisons-Neuves, en ten noorden hiervan de wijken des Buers, de Croix-Luizet, du Tonkin en de Cusset, alsmede de campus la Doua. Ten oosten van het kanaal Jonage ligt de wijk Saint-Jean.
De onderstaande kaart toont de ligging van Villeurbanne met de belangrijkste infrastructuur en aangrenzende gemeenten.

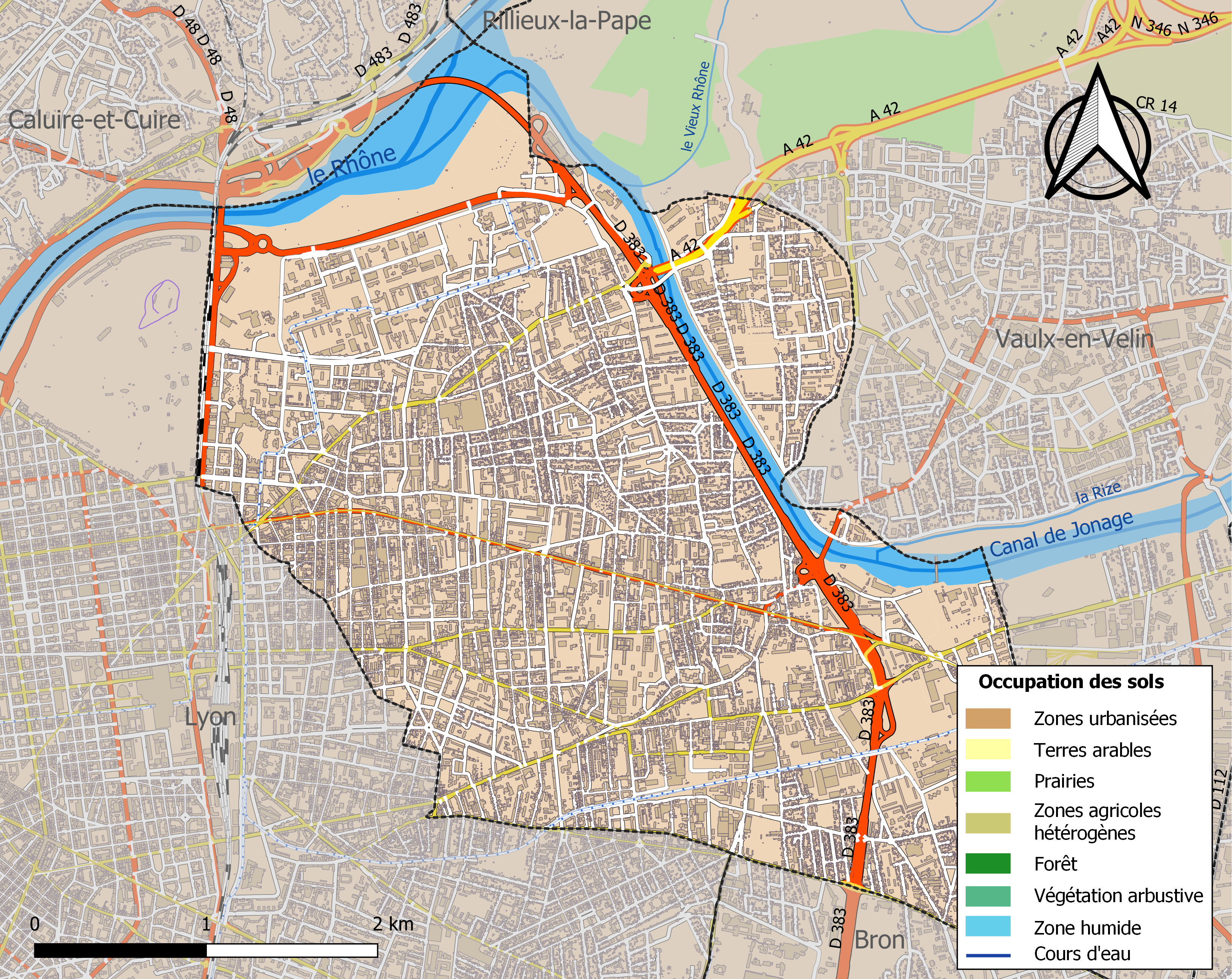

## Geschiedenis

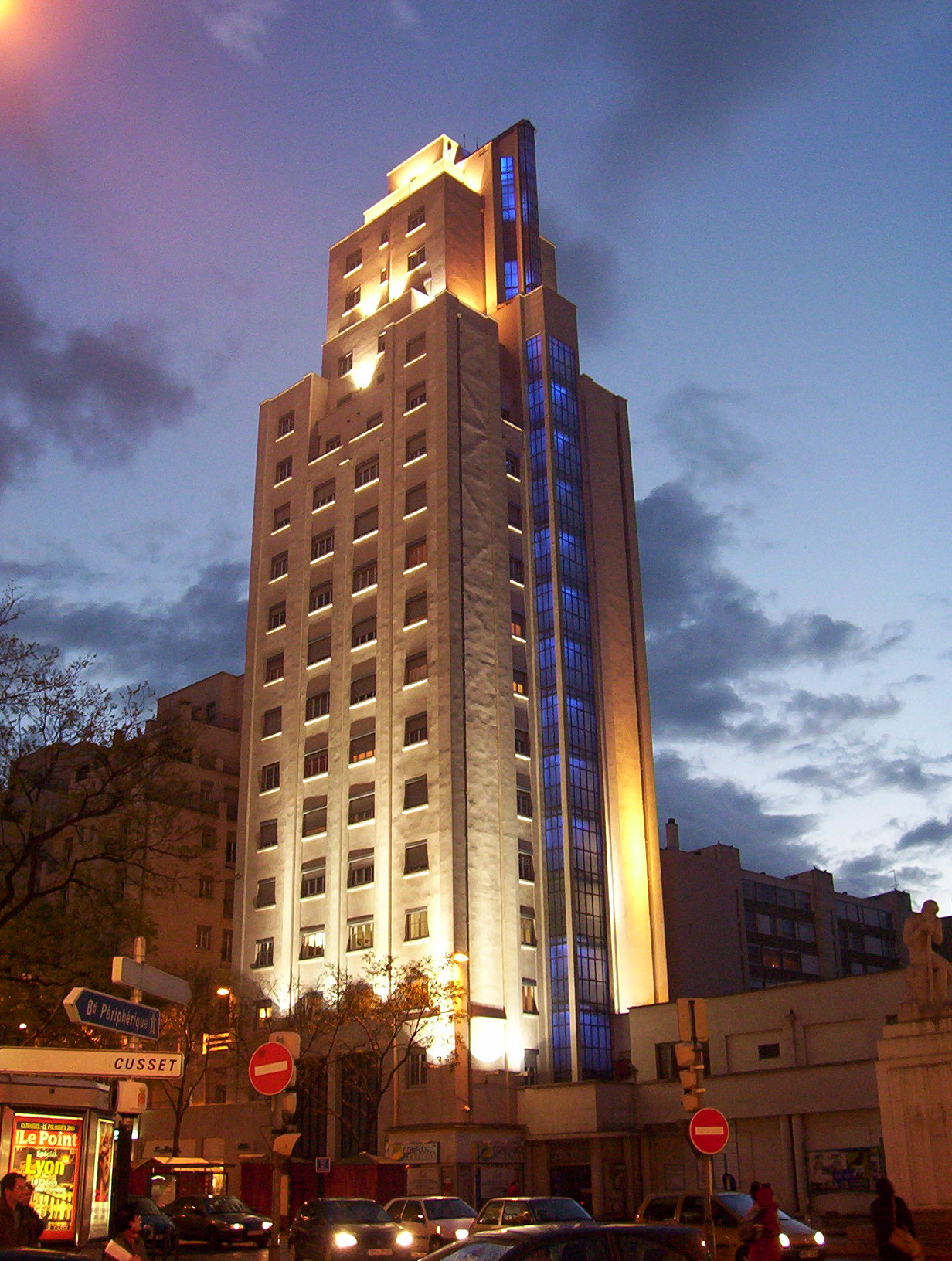
Wolkenkrabber uit 1934

De naam "Villeurbanne" komt uit het Latijn en betekende villa urbana, vernoemd naar een grote boerderij uit de Romeinse Tijd, rond 40 v.Chr. Deze boerderij moet ongeveer gelegen hebben op de plek van het huidige postkantoor aan het Grandclémentplein. Villeurbanne werd deel van het Franse koninkrijk in 1349.
In 1628 werd de plaats getroffen door de pest die zich daarna verder verspreidde naar Lyon.
Villeurbanne was lange tijd voornamelijk agrarisch en de gemeente werd pas belangrijk in 1837 na het aanleggen van dijken om de Rhône te bedwingen. Tot die tijd bedekte het water tijdens de onregelmatige hoge waterstanden een groot deel van de laagvlakte. Maar ook daarna vormde de rivier nog een bedreiging. In mei 1856 liep de gemeente onder water door een grote overstroming.
De stad maakte achtereenvolgens deel uit van de Dauphiné (de Rhône was toen een natuurlijke grens), daarna van de departement van Isère en werd uiteindelijk aan het departement Rhône toegevoegd in 1852. De gemeente Villeurbanne zelf werd opgericht kort na de Franse Revolutie, met als eerste burgemeester Etienne Debourg. Volgens de volkstelling van 1810 telde de gemeente 1903 inwoners (162.207 op 1 januari 2022). Tijdens de Industriële revolutie en rond het einde van de 19e eeuw ontwikkelde de stad zich snel tot een voorstad voor de arbeiders.
Het Canal de Jonage loopt door de gemeente. Dit kanaal werd in de jaren 1890 gegraven om de elektriciteitscentrale van Cusset van water te voorzien. 

### Tweede Wereldoorlog
Op 1 maart 1943 werden 300 jonge mannen opgepakt in Villeurbanne tijdens een Duitse razzia. Zij werden naar een kamp in Compiègne gestuurd en daarna naar de concentratiekampen van Mauthausen en Dachau. Maar 63 van de gearresteerden keerden na de oorlog terug. In La Doua werden gevangen verzetslui uit de gevangenis Montluc in Lyon geëxecuteerd. Op deze plaats kwam na de oorlog de Nécropole de la Doua, waar Franse, Belgische, Poolse, Russische en Britse soldaten zijn begraven.
Op 24 augustus 1944 nam de verzetsgroep FTP-MOI (Francs-tireurs et partisans / Main-d'œuvre immigrée) de gemeente in. Na drie dagen van gevechten werden de verzetsstrijders verslagen door de 11e Pantserdivisie. Op 2 september werd de gemeente bevrijd door de geallieerden.

## Politiek
De stad kenmerkt zich door een links politiek klimaat.

### Lijst van burgemeesters sinds 1947
- Lazare Goujon (1947-1954)
- Étienne Gagnaire (1954-1977)
- Charles Hernu (1977-1990)
- Gilbert Chabroux (1990-1997)
- Raymond Terracher (1997-1998)
- Gilbert Chabroux (1998-2001)
- Jean-Paul Bret (2001-2020)
- Cédric Van Styvendael (2020-)

## Demografie
Onderstaande figuur toont het verloop van het inwonertal (bron: INSEE-tellingen).

## Cultuur

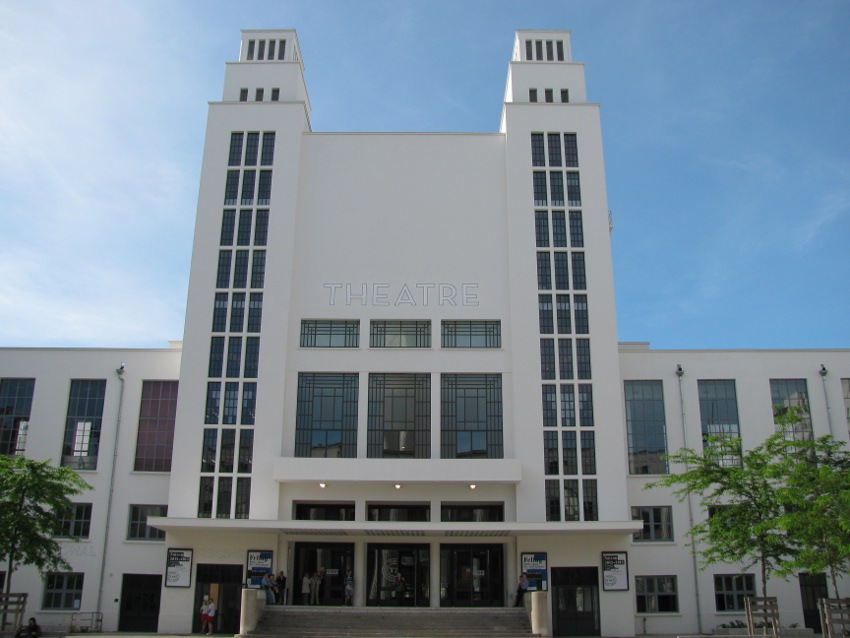
Théâtre national populaire

Door zijn pas recente ontwikkeling kent Villeurbanne geen oude monumenten. Vermeldenswaardig is echter wel de wijk des Grattes-Ciel (Wolkenkrabbers), waar zich naast de flatgebouwen het gemeentehuis en het Théâtre national populaire (Nationaal volkstheater) bevinden. Deze wijk werd in de jaren dertig van de twintigste eeuw gebouwd op initiatief van burgemeester Lazare Goujon. Aan het einde van de jaren tachtig, werd er door Mario Botta een moderne mediatheek gebouwd, genaamd Maison du livre, de l’image et du son (Huis van het boek, het beeld en het geluid).
Het Palais d'Hiver, een feest- en concertzaal uit 1920 waar onder andere Chuck Berry, The Rolling Stones, Jacques Brel en Charles Aznavour optraden, werd in 1988 ondanks protesten afgebroken.

### Feesten en evenementen
- Half juni - Festival des invités de Villeurbanne (Festival van de gasten van Villeurbanne)
- Fête du livre Jeunesse de Villeurbanne (Jeugdboekenfestival, sinds 2000)

### Sport
LDLC ASVEL was meermaals Frans kampioen basketbal bij de mannen, de eerste keer in 1949.

## Educatie

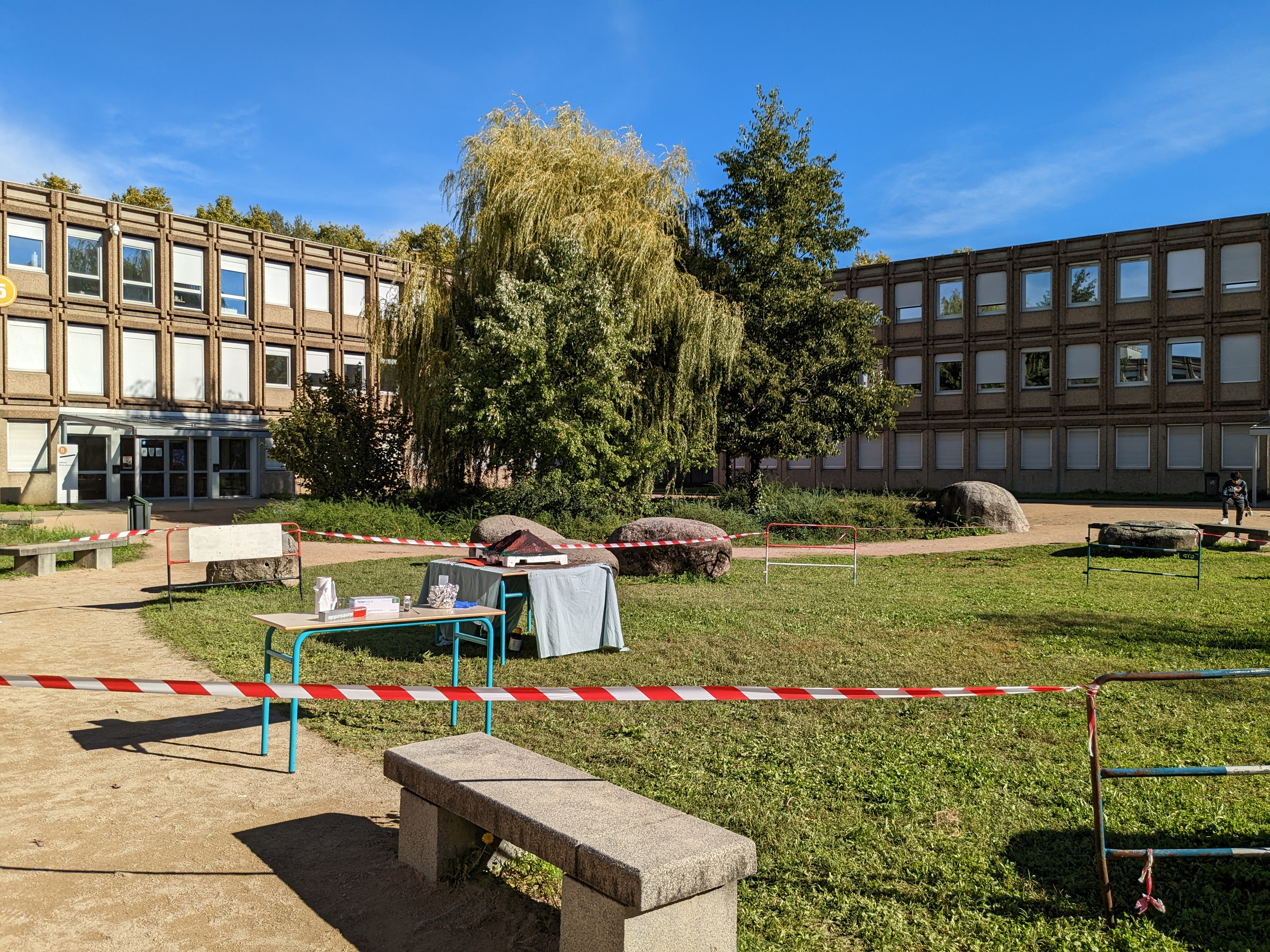
Campus van de Universiteit Lyon I in Villeurbanne

Villeurbanne herbergt de Doua-campus, die een van de grootste universitaire terreinen is van de agglomeratie van Lyon. Deze campus herbergt onder andere:
- Institut national des sciences appliquées de Lyon - INSA (Landelijke Instituut voor Toegepaste Wetenschap), opgericht in 1957
- Universiteit Lyon I (Claude Bernard) (Faculteit der wetenschappen + IUT + STAPS)
- École nationale supérieure des sciences de l’information et des bibliothèques – ENSSIB (Nationale hogeschool voor wetenschappelijke informatie en bibliotheken)
- Een van de vijf Instituts régionaux d’administration – IRA (Regionale instituten voor bestuur)
- Institut des Sciences et Techniques de l’Ingénieur de Lyon – ISTIL (Instituut voor Wetenschap en Techniek van Lyon)
- École supérieure chimie physique électronique de Lyon – CPE (Lyonese hogeschool voor chemie, natuurkunde en elektronica)

## Groenvoorzieningen
Noordelijk van de Doua-campus, aan de Rhône, ligt het park Feyssine met een oppervlakte van 40 hectare. Het andere voornaamste groen is het park van la Commune de Paris (De Commune van Parijs (1871)).

## Stedenbanden
- Mahiljow (Wit-Rusland)
- Bat Yam (Israël)

## Geboren
- Laure Manaudou (9 oktober 1986), zwemster
- Florent Manaudou (12 november 1990), zwemmer
- Aline Chamereau (6 maart 1996), beachvolleyballer